# Lycoperdon mixtecorum
Espèce
Lycoperdon mixtecorum plus connu sous le nom de Vesse-de-loup mixtèque est une espèce de champignons de la famille des Agaricaceae ou des Lycoperdaceae. On peut le trouver plus principalement dans les régions chaudes du Mexique.

## Utilisation
Au nord du Mexique, chez les Tarahumaras de l'État de Chihuahua, les sorciers absorbent une espèce de Lycoperdon, le kalmoto, pour approcher les gens sans être vus ou pour leur jeter un sort et les rendre malades. Dans le Sud du Mexique, les Mixtèques d'Oaxaca utilisent deux espèces de ces champignons pour provoquer un état de demi-sommeil pendant lequel ils disent entendre des échos de voix.

## Description
Avec ses 3 cm de diamètre, Lycoperdon mixtecorum que l'on ne trouve, semble-t-il, qu'à Oaxaca, fait partie des petites espèces de champignons. Les spores sphériques, brunâtres, légèrement teintées de violet mesurent au plus 10 microns. Cette espèce pousse dans les forêts claires et les pâturages. On n'y a pas encore isolé de substances actives psychotropes. Préparation des Lycoperdon mangés, frais ou sec. Aucun seuil n'a vraiment été créé, il ne faut pas prendre cette plante à la légère, chaque personne réagit différemment, c'est pour cela qu'une petite dose pourra provoquer un grand effet chez quelqu'un et rien chez un autre.
Selon Roger Heim, ce champignon est dénommé gi'i wa en mixtèque.

## Sources
- Lycoperdon sur lucid-state.org (GFDL)